# Isosturmia pruinosa
Isosturmia pruinosa là một loài ruồi trong họ Tachinidae.